# Masivesi Dakuwaqa
Ro Masivesi Dakuwaqa (Nadi, 14 februari 1994) is een Fijisch rugbyspeler.

## Carrière
Dakuwaqa won met de ploeg van Fiji tijdens de  Olympische Zomerspelen  2016 de Olympische gouden medaille. Dit was de eerste maal dat er door Fiji een gouden medaille gewonnen werd. Naar aanleiding van deze primeur werd er door de premier van Fiji Frank Bainimarama een nationale feestdag uitgeroepen.
In 2017 maakte Dakuwaqa  de overstap van Rugby Union naar Rugby League.

## Erelijst

### Met Fiji
- Olympische Zomerspelen:  2016